# 克里喬瓦鄉
45°38′N 22°04′E / 45.633°N 22.067°E
克里喬瓦鄉（羅馬尼亞語：Comuna Criciova, Timiș），是羅馬尼亞的鄉份，位於該國西部，由蒂米什縣負責管轄，面積51平方公里，海拔高度147米，2002年人口1,606，人口密度每平方公里32人。